# Ormosia frisoni
Ormosia frisoni är en tvåvingeart som beskrevs av Alexander 1920. Ormosia frisoni ingår i släktet Ormosia och familjen småharkrankar. Inga underarter finns listade i Catalogue of Life.